# Mariano Renovales
Francisco Mariano Renovales Rebollar Santelices y Mollinedo (Arcentales, Vizcaya, 30 de julio de 1774 – La Habana, 21 de mayo de 1820) fue un noble y militar español que tras luchar contra las Invasiones inglesas al Río de la Plata tuvo un destacado papel en la Guerra de la Independencia Española contra el Imperio Napoleónico.

## Biografía
Francisco Mariano Renovales Rebollar Santelices y Mollinedo nació en Arcentales, en las Encartaciones de Vizcaya, el 30 de julio de 1774, de ascendencia santanderina.
Se dedicó desde muy joven al comercio. Era "segundón", segundo hijo tras su hermano Joaquín, 11 años mayor, razón probable por la que decidió emigrar a la ciudad de Buenos Aires, capital del Virreinato del Río de la Plata.
En 1793 ingresó en el ejército siendo destinado como cadete en el cuerpo de caballería de la frontera con el indio.

### Invasiones inglesas
Al producirse en 1806 la primera de las Invasiones Inglesas al Río de la Plata y la ocupación de Buenos Aires por las fuerzas británicas al mando de William Carr Beresford, Renovales se sumó a las fuerzas de resistencia organizadas por Juan Martín de Pueyrredón, participando del desigual Combate de Perdriel del 1 de agosto de ese año.

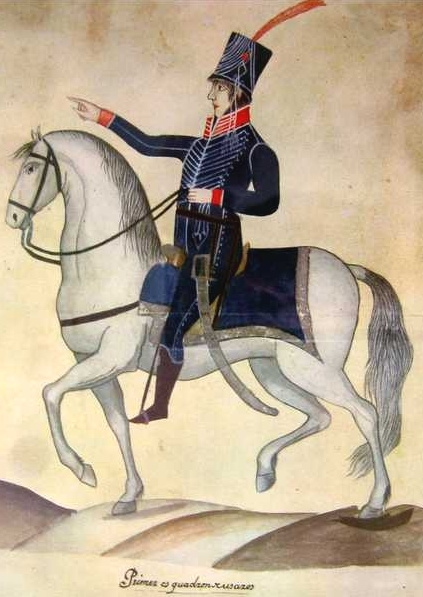
Primer Escuadrón de Húsares, Húsares de Pueyrredón.

Su desempeño lo hizo merecedor de figurar entre los patriotas que junto a Pueyrredón fueron premiados por el Cabildo de Buenos Aires con un escudo de oro.
En los preparativos que siguieron a la reconquista en la espera de un nuevo ataque inglés, Renovales fue promovido a sargento mayor y quedó al mando del Regimiento de Húsares, o Húsares de Pueyrredón por la ausencia de Pueyrredón, quien se encontraba en la Corte de Madrid como apoderado del Cabildo de Buenos Aires.
Fue también dueño de una nave corsaria, el Mosca de Buenos Aires, que estuvo brevemente al mando de Juan Bautista Azopardo y cuyo principal armador fue Anselmo Sáenz Valiente. Con patente de corso emitida el 17 de noviembre de 1806 por Santiago de Liniers, tenía como misión la vigilancia de la escuadra británica en el Río de la Plata al mando de Sir Home Riggs Popham, que permanecía en espera de refuerzos de Inglaterra.
Sin embargo no llegó a combatir contra la segunda invasión inglesa al Río de la Plata y en marzo de 1807 regresó a Bilbao y a principios de junio de 1808 residía en Zaragoza y tenía ya el grado de teniente coronel de caballería.

### Guerra de la Independencia

#### Zaragoza

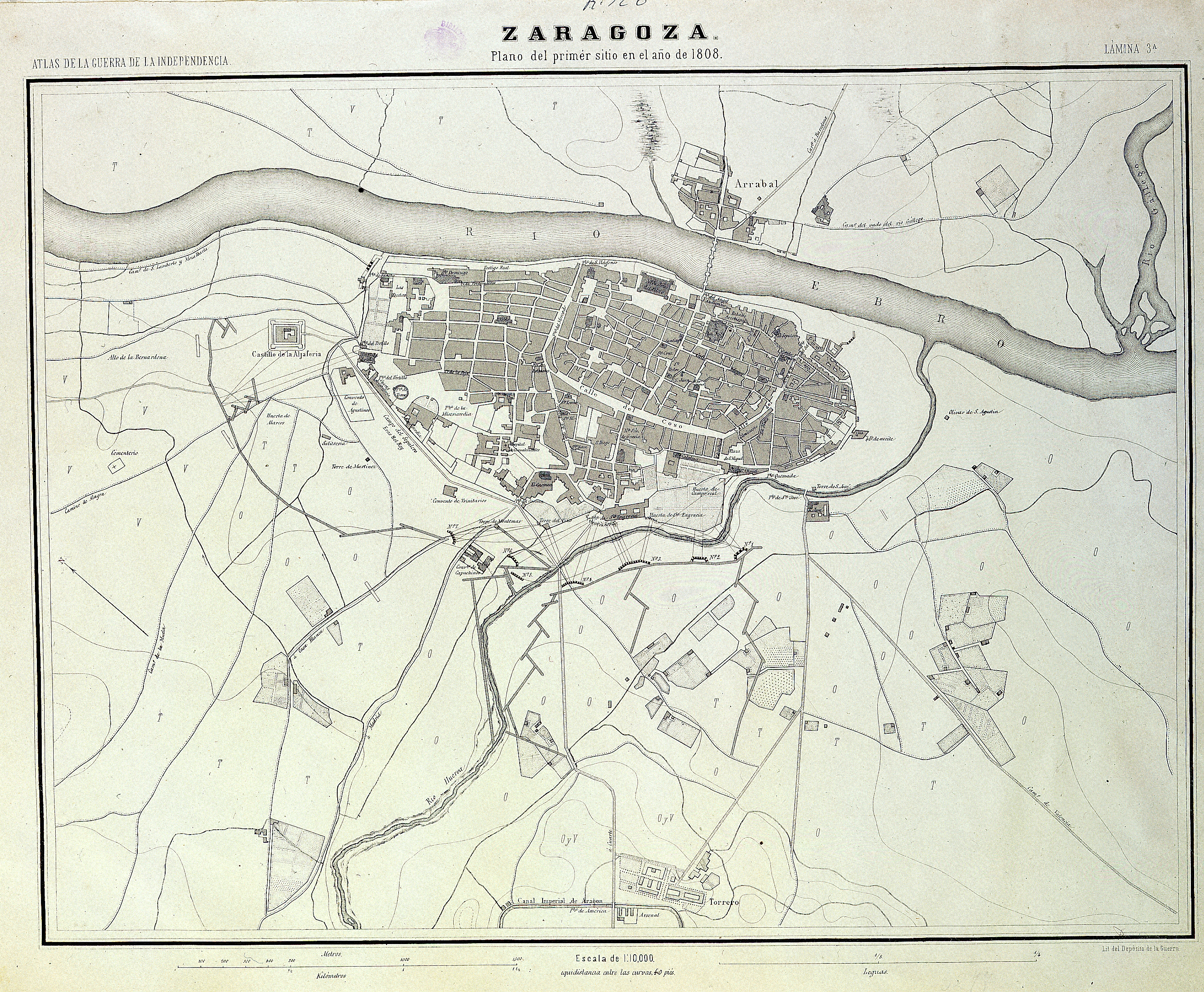
Plano de 1868 del Primer Sitio de 1808.

Al estallar la Guerra de Independencia Española se sumó a la lucha contra los ejércitos de Napoleón Bonaparte. Se distinguió como un héroe en los Sitios de Zaragoza. En la primera jornada, el 15 de junio de 1808, participó en el combate del cuartel de caballería contra las avanzadas franceses que habían penetrado en la ciudad y en la defensa contra el segundo ataque a la puerta de Santa Engracia.
El 2 de julio lideró al tercio de Tauste en la defensa de la puerta Sancho, al oeste de la ciudad, y tras controlar la posición marchó con sus hombres a auxiliar a los defensores del Portillo.
El 7 y el 29 de julio efectuó salidas por puerta Sancho contra las avanzadas francesas que ocupaban el llano de la Almozara en las primeras acciones tendientes a formalizar el sitio, obligándolas a replegarse al collado de la Bernardona.
El brigadier José de Palafox y Melci, líder de la resistencia, le encomendó defender la línea que iba de Santa Engracia a puerta del Sol. En esa oportunidad, su comandante le escribió que no le advertía la necesidad de una extrema vigilancia "por constarle que no se dormiría ni dejaría dormir a los demás".

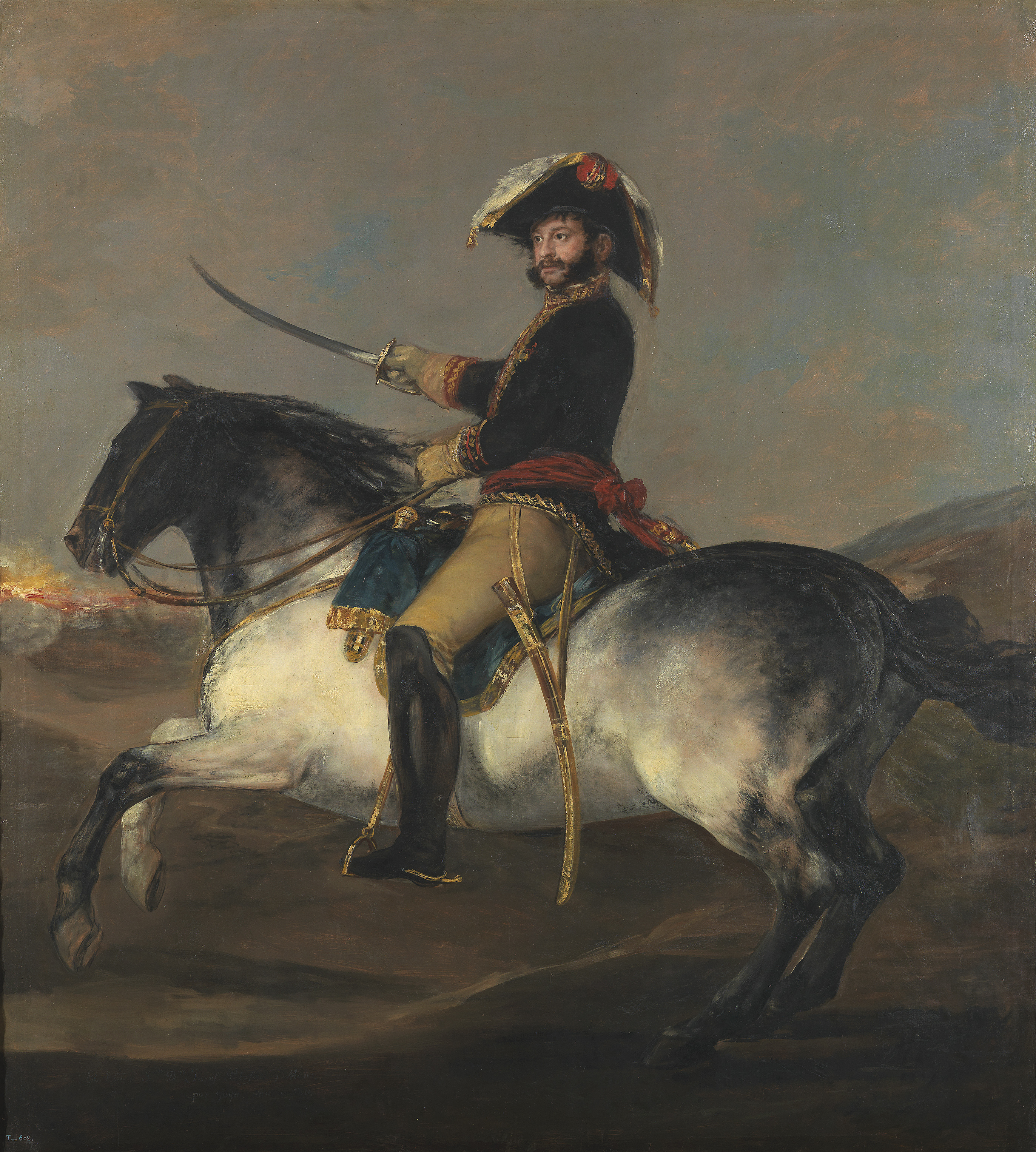
Brigadier José de Palafox y Melci.

A comienzos de agosto el ejército francés recibió refuerzos y tomó las últimas posiciones extramuros de los defensores, endureciendo el cerco. El 4 de agosto, tras un intenso bombardeo, las fuerzas francesas lanzaron un asalto general sobre la plaza. Renovales acudió a combatir a la huerta del Marqués de Campo Real, contigua a la iglesia de San Miguel, y combinando sus escasas fuerzas con las de Arnedo, Simonó y Casamayor dispersó a los franceses que ocupaban ya la plaza de la Magdalena. Dueño de la posición, los desalojó del hospital y persiguió hasta encerrarlos en las ruinas de la iglesia del hospital y convento de San Francisco.
Palafox ascendió a Renovales al grado de coronel y le encomendó la organización de un regimiento de caballería, los Húsares de Palafox. En los pocos días que persistió el primer sitio, dicho cuerpo con 346 soldados, muy pocos caballos y oficiales, luchó como infantería en la lucha de las calles Pabostre y puerta Quemada.

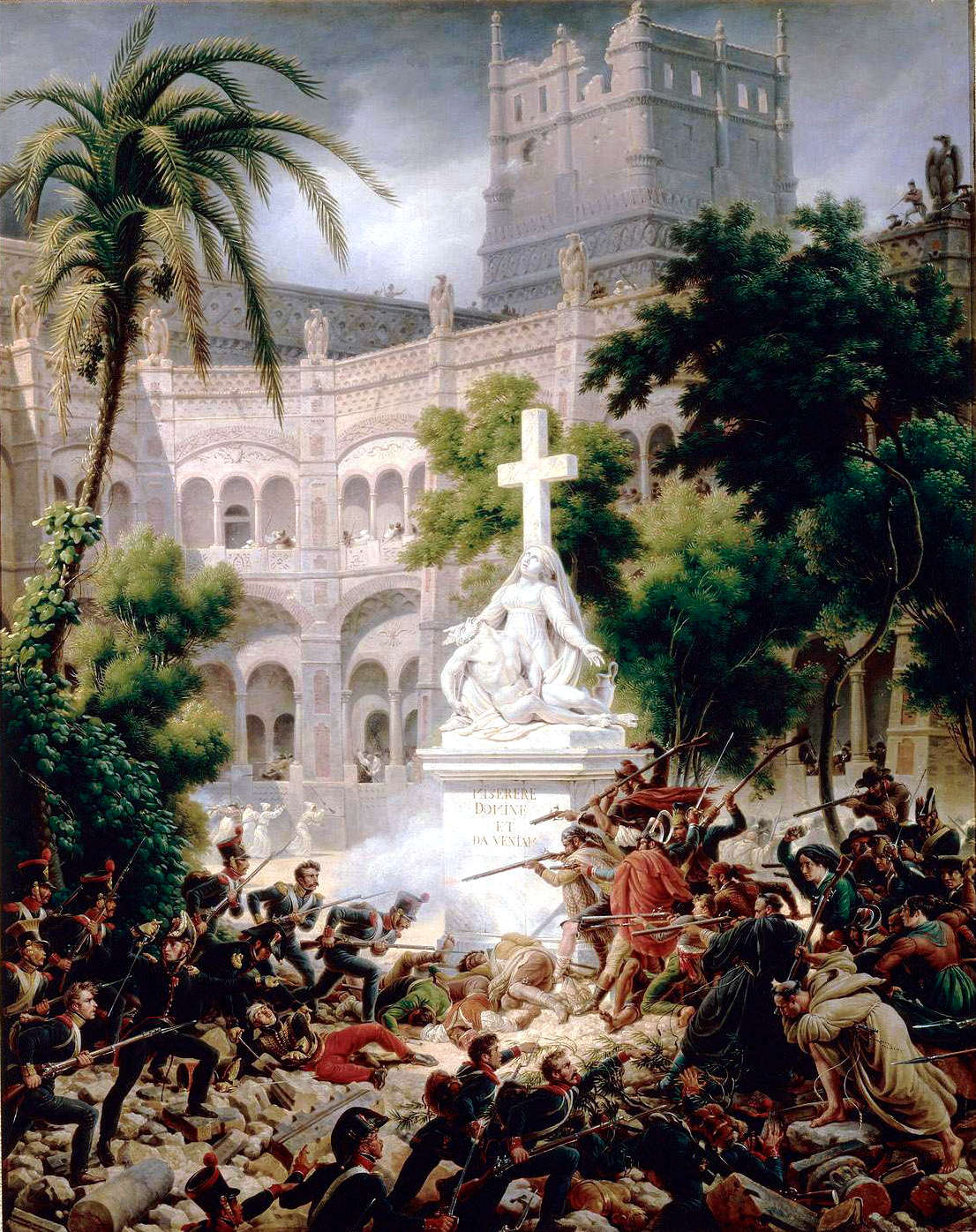
Asalto francés al Monasterio de Santa Engracia (8 de febrero de 1809).

El 21 de diciembre se inició el segundo sitio. Renovales recibió el mando del sector del convento fortificado de San José, sobre el río Huerva, principal objetivo de los franceses. Tras ser bombardeado y atacado por la infantería napoleónica durante once días, con buena parte de la guarnición aniquilada, el convento arrasado y sus baterías destruidas, el 11 de enero de 1809 Renovales abandonó la posición, llevando a sus heridos, salvando la mayor parte de sus cañones desmontados y las rejas del convento por si eran de utilidad. La feroz defensa de San José le valió el ascenso inmediato a brigadier de ejército. Del 27 de enero al 10 de febrero luchó en la calle de Santa Engracia.
El 21 de febrero la ciudad capituló. Prácticamente destruida, con sólo 12000 de sus 55000 ciudadanos sobrevivientes, sufriendo una epidemia de tifus, sin víveres ni munición, enfermo Palafox, se rindió finalmente a las tropas del mariscal Jean Lannes.
Renovales fue hecho prisionero, pero al ser conducido a Francia consiguió escapar en Pamplona. El mariscal Louis Gabriel Suchet relataría en sus Memorias que "entre estos oficiales se distinguía Renovales, que había sido hecho prisionero en Zaragoza. Cuando se le conducía a Francia desertó en Pamplona donde, a petición suya, se le dejó en libertad bajo palabra, se fue a Lérida y obtuvo el mando de todos los valles del oeste de Jaca. En la organización de este levantamiento desplegó toda la actividad y el celo que un oficial podía poner al servicio de una causa por la cual no había temido faltar a su palabra de honor".
Por su parte, Felipe Gómez de Valenzuela da otra versión de la fuga: "La primera vez fue cerca de Tudela. Una señora de 62 años, Antonia Caparroso, ayudaba a escapar a los prisioneros, por el sistema de acudir al campamento en lo más oscuro de la noche y darle sus ropas de mujer a un cautivo. Este escapaba así a la vigilancia francesa. Antonia regresaba a su casa confiando su pudor a la recatadora noche. Cuando lo intentó con Renovales no salió bien. La segunda ocasión, vino a través de la familia Gambra. Dos hermanos estaban con Renovales y los tres fueron liberados tras un golpe de mano llevado a cabo por el hermano mayor y los pastores de sus rebaños de la Bardena Real".

#### Roncal
A comienzos de mayo de 1809 concentró sus fuerzas en el valle de Roncal y mientras organizaba sus tropas publicó manifiestos con citas de Voltaire y Jean-Jacques Rousseau, redactados probablemente por su secretario el fraile capuchino Nicolás de Úriz.
El 21 de mayo batió a un destacamento francés en la Peña de Undari, cerca de Ansó, Huesca. Al concentrarse numerosas fuerzas enemigas Renovales abandonó los valles y se retiró a la ribera del río Cinca.
Reforzado con las fuerzas del brigadier Felipe Perena Casayús y del coronel Juan Baget, marchó hacia Navarra. El 15 de junio tuvo una escaramuza cerca de Lumbier. El general D'Agoult le exigió en esa oportunidad que cumpliese su palabra presentándose como prisionero, a lo que Renovales respondió que antes cumpliesen ellos los términos de la capitulación de Zaragoza. Renovales debió replegarse al Cinca pero perseguido por Suchet, continuó la retirada hasta refugiarse en Cádiz, donde fue recibido como un héroe. Allí, la Junta Central lo ascendió al grado de mariscal de campo con antigüedad de 9 de marzo de 1809.

#### Cádiz
En 1810 participó en el plan de Pedro María Jordán de Urriés y Fuenbuena marqués de Ayerbe para liberar a Fernando VII, operación que terminaría con la muerte de Ayerbe y de la cual Renovales se vio finalmente eximido al encargarle Eusebio Bardají Azara, con quien estaba bien relacionado y estaba a cargo entonces del despacho de Guerra del Consejo de Regencia, la ejecución de una expedición por mar contra la costa Cantábrica controlada por los franceses.
A los efectos de la recluta publicó en Cádiz una proclama encabezada por la caricatura del rey José I Bonaparte borracho y con un jarro de vino en la mano. Esto fue motivo para que Antonio Alcalá Galiano en sus Memorias lo retratase duramente como "hombre de arrojo, gran presunción, pocas letras y tal cual entendimiento."
Un retraso de varios meses por problemas logísticos y de celos entre sus mandos hizo que la travesía se desarrollara en una época de mar muy agitada. La expedición finalmente salió de Cádiz rumbo a la Coruña, de donde zarpó el 14 de octubre con 1200 soldados españoles y 800 ingleses convoyados por cuatro fragatas.
La escuadra fondeó en Gijón el 17 de octubre, y tras un innecesario bombardeo desembarcó el día siguiente. De Gijón pasó a Santoña donde fue rechazado por las baterías y los buques franceses. Tras ese fracaso, una tormenta hundió dos de sus barcos por lo que se refugió en el puerto de Vivero. Con sus hombres se adentró en Cantabria y estableció su autoridad en Potes hasta que finalizó el invierno en 1811. Desde esa posición hostigó a los franceses pero desconoció a las autoridades españolas, por lo que fue destituido.
En 1812 estuvo al mando de las fuerzas levantadas en Vizcaya, 3700 hombres que organizó en tres batallones y un escuadrón, y que conformaron la 4.ª división del 7.º ejército bajo el mando en jefe del general Gabriel de Mendizábal. En esa campaña contribuyó a la evacuación de las tropas francesas de Santander, manteniendo en constante alerta a las guarniciones de Bilbao, Durango y Orduña, con las que sostuvo siete encuentros y hostigo permanentemente. En 1813 fue herido y hecho prisionero: Toreno relata que "El mando que sobre todos ellos tenía don Gabriel de Mendizábal era, más bien que real, aparente; pero bastó aun así para que amotinándose el general Renovales, en cierta manera antecesor suyo, se alejase de aquel país y fuese en busca de lord Wellington, a quien quería exponer sus quejas; lo cual puso en ejecución con tan fatal estrella, que hallándose en territorio cercano al que ocupaban los enemigos, descubriéronles éstos, y le cogieron prisionero a él y a otros seis oficiales en Carvajales de Zamora".

#### Normandía
Trasladado a un campo de prisioneros en Normandía "Renovales no dejó de causar problemas en todo el tiempo de su cautiverio. En Joux intentó sobornar a los guardianes con 100.000 francos, provocó un intento de motín y sublevó a los demás prisioneros. El responsable de la prisión, en carta al Ministro de la Guerra, le dice que "no frecuenta más que a los prisioneros de mala reputación, a los indóciles y a los crapulosos. Trasladado de Joux a Besançon y de ahí a Pierre-Châtel en diciembre de 1813 alcanza la máxima categoría a la que un prisionero de guerra podía llegar: "prisionero de Estado". [...] D. Mariano no es hijo de noble cuna, y maldito lo que le importa. No se siente atado a ninguna convención particular y por eso mismo deja tan estupefactos a los franceses, a los que no les cabe en la cabeza que todo un Brigadier se comporte con tan aparente falta de honor y de dignidad. En realidad parece como si a Renovales le trajera sin cuidado la opinión que sobre él tengan sus enemigos. Es eso quizás lo que le permite actuar como lo hace. Los quebraderos de cabeza que causa a los franceses, aparentan ser su mejor recompensa y su fuente de entretenimiento y nuevas energías".

#### Fuga
Renovales logró nuevamente fugarse y huir a Inglaterra.

### Exilio y muerte

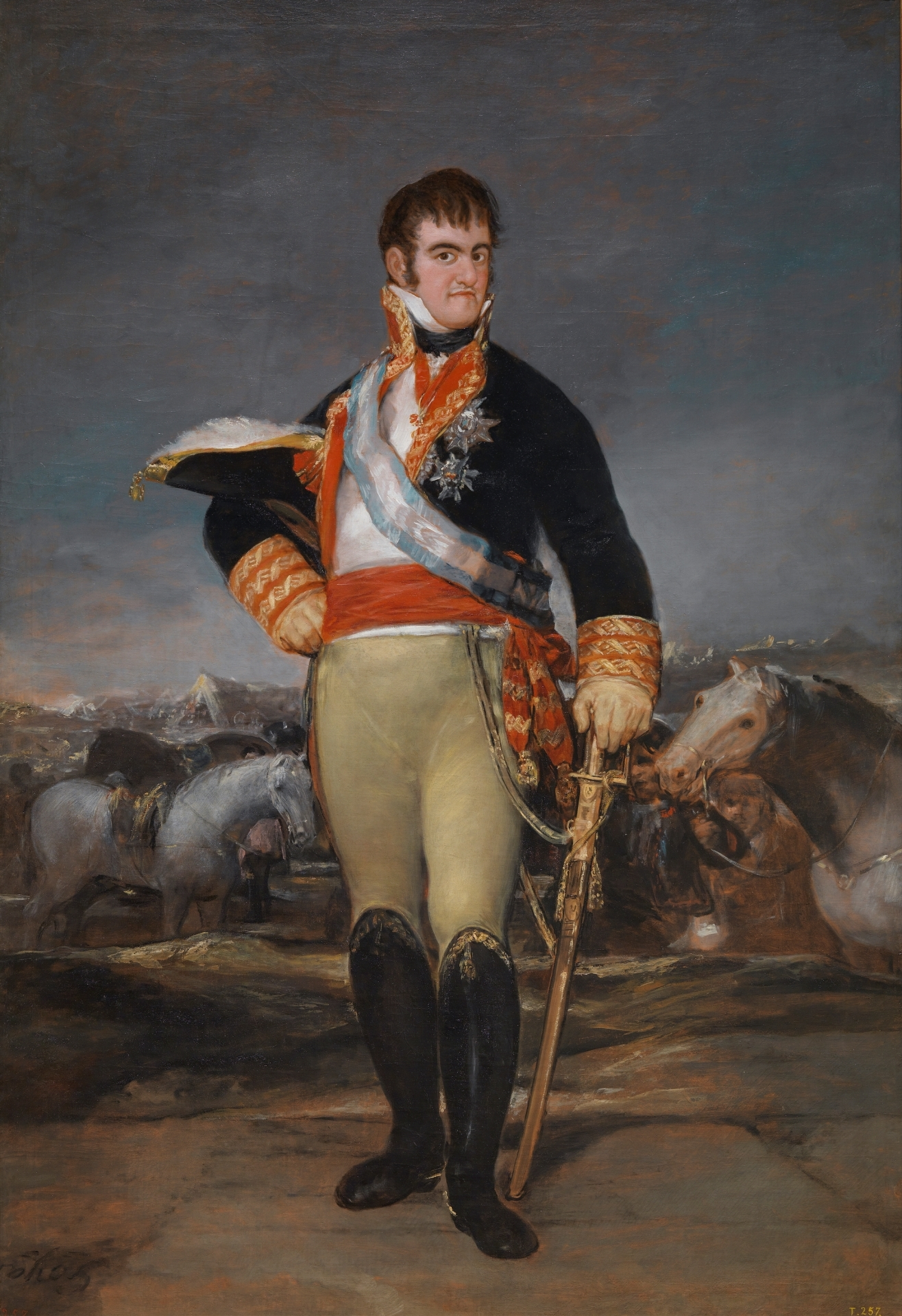
Fernando VII de España.

De ideas liberales, masón y probablemente de ideas republicanas, tras el fin de la guerra, el regreso de Fernando VII de España y la restauración absolutista en España se involucró en varias de las conspiraciones que surgieron contra la tiranía, al igual que muchos de los héroes de la lucha por la independencia.

#### Francia
Tras el fracaso de una conspiración y la muerte de Juan Díaz Porlier, ahorcado en la plaza de La Coruña el 3 de octubre de 1815, Renovales se sumó a la "conspiración del Triángulo" que pretendía secuestrar a Fernando VII de España para obligarlo a jurar la Constitución de 1812 o matarlo, junto a Vicente Richart, Francisco Espoz y Mina, Juan O'Donojú, Luis Lacy y Gautier, Eugenio de Aviraneta y Francisco Milans del Bosch. Descubierta la conspiración en 1816 y ahorcado y descuartizado en Madrid Richard y tres de sus compañeros, Renovales consiguió exiliarse en Francia.
Pronto estaba en contacto para una nueva conspiración liberal dirigida por otros héroes de la independencia, el mismo Lacy y Francisco Xavier Mina, Pedro Sarsfield y otros. Renovales pasó a Bilbao en septiembre de 1816 previendo organizar una entrada a mediados de octubre en combinación con Mina que ocuparía Navarra. Pero la conspiración fue nuevamente descubierta y mientras que Mina consiguió huir, Lacy fue fusilado en los fosos del castillo de Bellver, en Palma de Mallorca, el 4 de julio de 1817. En la condena de Lacy influyo una carta enviada por Renovales, escrita con tinta simpática desde Bilbao el 14 de septiembre de 1816. Renovales fue procesado, exonerado de grados y honores y condenado a "la pena ordinaria de muerte y a ser arrastrado desde la cárcel al patíbulo, cortándosele después la cabeza por el verdugo, la cual se colocará fuera del pueblo, en uno de los caminos reales."
Sin embargo pudo huir nuevamente a Francia donde avisó al gobierno español del peligro de una expedición organizada en favor de la independencia de las colonias americanas, por lo que fue amnistiado.

#### Londres
Pasó sin embargo a Londres con el seudónimo de Lecuna y allí se puso al frente de una nueva conspiración liberal para apoyar a los independentistas venezolanos. El 13 de diciembre de 1817 escribió a Simón Bolívar ofreciendo sus servicios a la causa de la emancipación. Bolívar respondió el 20 de mayo de 1818 desde San Fernando de Apure.  invitándolo a sumarse a los ejércitos que peleaban en América y garantizándole el reconocimiento de su grado. En la misiva le expresaba: "El nombre de V. E. ha sido conocido con gloria en la justa guerra que la España sostuvo contra sus invasores. En ella V. E. ha desplegado las cualidades eminentes que caracterizan al hombre grande: valor para arrostrar el peligro, inteligencia para vencer, amor a la patria y odio a la tiranía.", y seguía "ha sabido despreciar los bienes de la fortuna, para conseguir el honor, la gloria y la libertad, que siempre huyen lejos de una mansión de esclavos, cual es en el día la España. Yo no puedo recordar a V. E. sin un profundo sentimiento, la horrible situación a que ha reducido ese ingrato rey Fernando a la patria de V. E., no menos que a la mía. Pero yo siento una inmensa complacencia en mi corazón cuando contemplo que no todos los españoles son nuestros enemigos, y que la España se honra de haber producido en su seno almas generosas y espíritus sublimes."
Bolívar encomendaba la negociación a su agente Luis López Méndez. Pero más que prepararse a seguir el camino de su antiguo compañero el general Mina, Renovales parecía actuar como doble agente, pues pasaba también información al Rey.
Desde Londres acordó con el Secretario de Estado (Secretario de Despacho) del rey, José Miguel de Carvajal y Manrique, duque de San Carlos, deshacer su expedición y sujetarse a las instrucciones del gobierno, pasando a Nueva Orleans en un virtual exilio que le permitiría por otra parte contactar a los insurgentes y eventualmente continuar prestando servicios de inteligencia a la corte. 

#### Nueva Orléans
En 1818 viajó a esa ciudad americana y en octubre el intendente general de La Habana, Cuba, comunicaba al gobierno por oficio reservado su arribo y el cumplimiento de Renovales de lo pactado, manteniéndose en vigilancia del emigrado por desconfiar de la sinceridad de su compromiso.
De acuerdo a lo acordado en Londres, debía ser mantenido por el consulado de Nueva Orleáns. No obstante sus pretensiones se tornaron tan elevadas que hacían presumir a La Habana "que se haya propuesto una especulación mercantil gravosa al erario y perjudicial en buena política"a Nueva Orleans.
En mayo de 1819 la situación se mantenía y aparentemente el exgeneral no aportaba nueva información sobre el movimiento emancipador. Cuba informaba que Renovales "tiene ya recibido 44 mil y más pesos de aquellas reales cajas [Habana], sin haberse aún remitido ó entregado efecto alguno de los de su convenio" y en diciembre hacia ya responsable de connivencia al cónsul Felipe Fatio, exigiendo que "rienda cuentas y satisfaga á los cargos que le resultan".

#### La Habana
El 23 de febrero el intendente avisaba el fallecimiento del cónsul Fatio y actualizaba por última vez sus informes acerca de las actividades de Renovales. Por esas fechas Renovales tuvo noticias del pronunciamiento del coronel Rafael del Riego que daría lugar al Trienio Liberal y acompañado de su amigo el médico Manuel Corcuera se embarcó de inmediato en la balandra Paterson rumbo a su patria. El 15 de mayo de 1820 arribó al puerto de La Habana, Cuba, que se encontraba en agitación por el pronunciamiento de tropas regulares que habían obligado a las autoridades a promulgar la Constitución de 1812. Fue retenido en un bergantín de guerra hasta que se le permitió desembarcar pero solo para ser conducido preso y gravemente enfermo (fiebre amarilla) al castillo de la Cabaña en cuyas casamatas falleció dos días después, el 21 de mayo de 1820, envenenado según rumores que corrieron por la ciudad. La intendencia en su reporte de ese mes dio parte "de haberse presentado y fallecido de enfermedad natural en aquella plaza el general D. Mariano Renovales, dejando en completa oscuridad sus asuntos."

### Personaje de novela
Mariano Renovales fue personaje de varias novelas de Pío Baroja, quien lo describe como "de pequeña estatura, color moreno, ojos oscuros, de mirada viva y penetrante, sombreados por cejas muy negras, muy pobladas y cerdosas. Tenía una gran cicatriz en el cuello". Decía de Renovales que "pasó como un meteoro por la historia de España". Hombre habituado a soltar juramentos era famoso por una imprecación que solía repetir, "¡Hostias! ¡Se acabó la humanidad!"